# Акан (озеро, Россия)
Акан — пресноводное озеро на территориях Муезерского городского поселения и Ледмозерского сельского поселения Муезерского района Карелии.

## Общие сведения
Площадь озера — 1 км², площадь бассейна — 34,3 км². Располагается на высоте 199,5 метров над уровнем моря.
Форма озера лопастная, продолговатая, вытянутая с северо-запада на юго-восток. Берега каменисто-песчаные, местами болотистые.
С запада в озеро втекает и из северо-западной оконечности вытекает река Кайдодеги, в верхнем течении именуемая Акан. Кайдодеги впадает в Тикшозеро, из которого берёт начало река Тикшозерка, впадающая в озеро Момсаярви. Через последнее протекает река Чирко-Кемь.
В озере не более пяти безымянных островов.
Населённые пункты близ озера отсутствуют. Ближайший — посёлок городского типа Муезерский — расположен в 24 км к юго-востоку от озера.
Код водного объекта в государственном водном реестре — 02020000911102000005216.